# Ajusco
Ajusco – nieczynny wulkan w Meksyku, na południu Dystryktu Federalnego w delegacji Tlalpan. Wulkan wybuchał co najmniej osiem razy jednak większość erupcji miała miejsce p.n.e. Ostatni wybuch miał miejsce około 400(±100) roku.
Ajusco jest częścią Kordyliery Wulkanicznej, która przechodzi przez płaskowyż meksykański. Znajduje się w paśmie górskim Sierra de Ajusco-Chichinauhtzin. Są tu też takie wulkany jak m.in.: Xitle (3100 m n.p.m.), Tláloc (3690 m n.p.m.), Pelado (3600 m n.p.m.), Cuautzin (3510 m n.p.m.) i Chichinautzin (3340 m n.p.m.). Ajusco jest najwyższym punktem Dystryktu Federalnego. 
Wulkan znajduje się na terenie Parku Narodowego Cumbres del Ajusco.